# Banovo Polje
Banovo Polje (cyr. Баново Поље) – wieś w Serbii, w okręgu maczwańskim, w gminie Bogatić. W 2011 roku liczyła 1362 mieszkańców.